# Roland Douatte
Roland Douatte (Paris 6e, 7 décembre 1921 – Tours, 16 décembre 1992) est un chef d'orchestre et violoniste français.
Violoniste autodidacte, il fonde son propre orchestre de chambre, le Collegium musicum de Paris, en 1952.
Roland Douatte est un des premiers chefs d'orchestre à s'intéresser et à faire connaître les Quatre Saisons de Vivaldi et d'autres musiques de l'époque baroque dont les Symphonies pour les soupers du Roi de Delalande.
Entre 1963 et 1968, il est le directeur musical du Festival du Marais.